# Martin Vetter
Martin Vetter (* 8. März 1964 in Gummersbach) ist ein deutscher evangelischer Theologe und seit 2016 Hauptpastor von St. Nikolai in Hamburg und Propst im Kirchenkreis Hamburg-Ost.

## Biografie

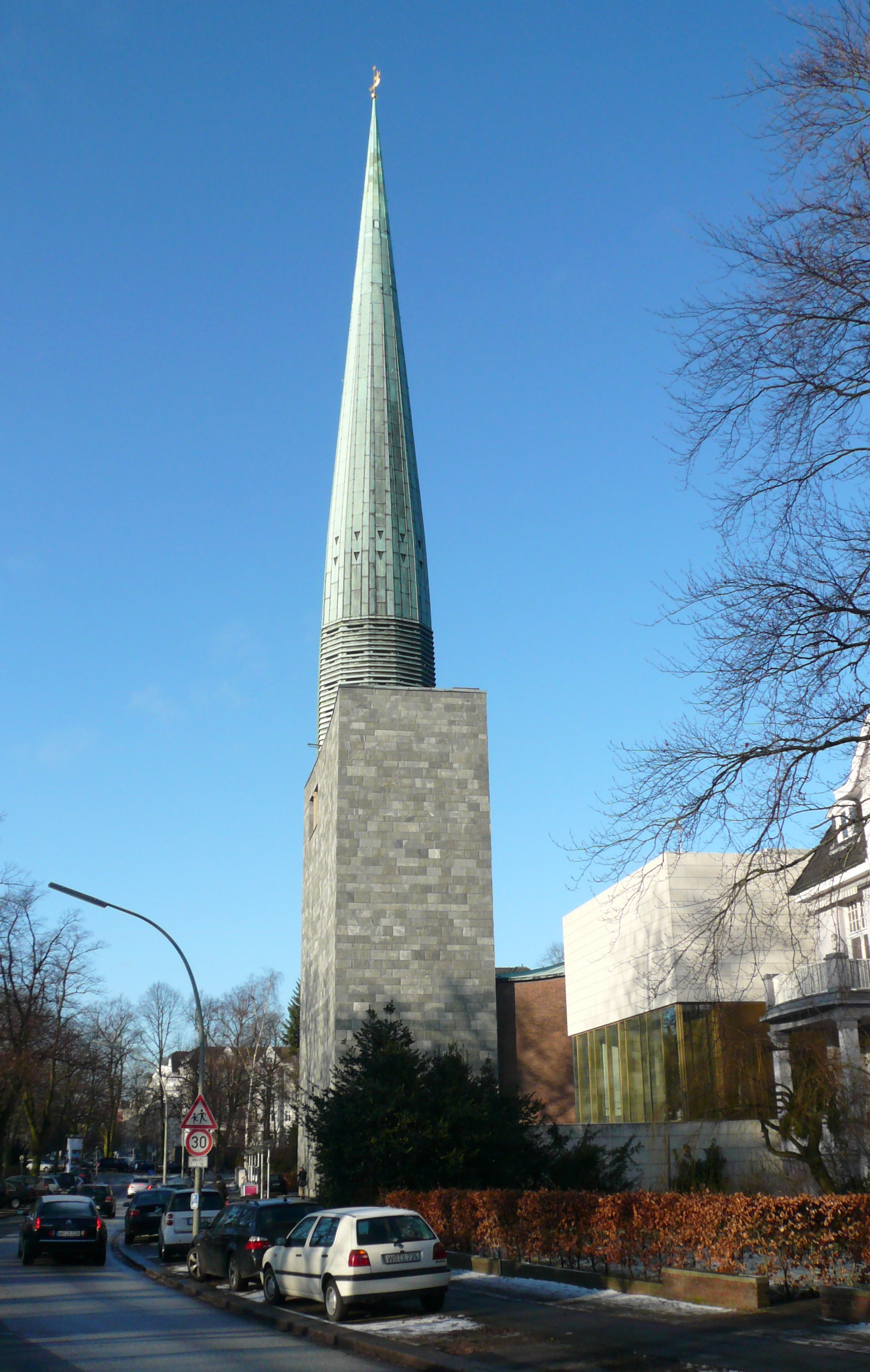
St. Nikolai in Hamburg-Harvestehude

Vetter studierte Evangelische Theologie an der Kirchlichen Hochschule Wuppertal, der Universität Tübingen und der Universität München. Ein Zusatzstudium Erwachsenenbildung absolvierte er in Berlin. Nach dem Zweiten Theologischen Examen war er Pastor im Hilfsdienst an der Kirchlichen Hochschule Wuppertal als Assistent von Rainer Röhricht. Vetter wurde mit einer interdisziplinären Arbeit zum Zeichenbegriff in der Sakramentstheologie, erschienen 1999 unter dem Titel Zeichen deuten auf Gott, an der Johann Wolfgang Goethe-Universität in Frankfurt am Main zum Dr. theol. promoviert. Anschließend war er Wissenschaftlicher Assistent am Lehrstuhl Systematische Theologie bei Christof Gestrich an der Humboldt-Universität zu Berlin und seit 2001 Studienleiter der Evangelischen Stadtakademie Düsseldorf. Von 2007 bis 2016 war er Rektor des Pastoralkollegs der späteren Evangelisch-Lutherischen Kirche in Norddeutschland am Ratzeburger Dom. Von 2012 bis 2016 war er Mitglied der Theologischen Kammer der Nordkirche, seit 2015 deren Vorsitzender.
Er ist mit der Theologin Christine Gerber, Professorin für Neues Testament an der HU Berlin, verheiratet und hat drei Kinder.

## Veröffentlichungen
- Zeichen deuten auf Gott. Der zeichentheoretische Beitrag von Charles S. Peirce zur Theologie der Sakramente (= Marburger theologische Studien Bd. 52). Marburg 1999
- Achim Leschinsky, Martin Vetter (Hrsg.): Wie viel Religion braucht die Schule? Veröffentlichungen der Evangelischen Akademie Berlin (Berliner Begegnungen 2), Tübingen 2000
- Uta Pohl-Patalong, Martin Vetter: Der Pfarrberuf – Impulse einer Befragung (= Praktische Theologie 48, Heft 3), Gütersloh 2013
- Claudia Tietz, Martin Vetter (Hrsg.): Themenheft „Kirchenbilder“ (= Evangelische Stimmen, Heft 1/2015)
- Zahlreiche Beiträge zur pastoralen und religiösen Bildung sowie zur Predigt u. a. in den Predigtstudien sowie den Evangelischen Stimmen